# Ceratostylis recurva
Ceratostylis recurva är en orkidéart som beskrevs av Johannes Jacobus Smith. Ceratostylis recurva ingår i släktet Ceratostylis och familjen orkidéer. Inga underarter finns listade i Catalogue of Life.